# Marcel Sulliger
Marcel Sulliger (Saanen, 17 luglio 1967) è un ex sciatore alpino svizzero, primo atleta a vincere consecutivamente per due volte la Coppa Europa (nel 1992 e nel 1993).

## Biografia
L'atleta originario di Saanenmöser debuttò in campo internazionale in occasione dei Mondiali juniores di Jasná 1985 e nel 1991 in Coppa Europa si classificò al 3º posto nella classifica generale. Raccolse i primi punti in Coppa del Mondo il 15 dicembre 1991, quando giunse 12º nello slalom gigante dell'Alta Badia, ma in quella stagione 1991-1992 Sulliger ottenne risultati positivi soprattutto in Coppa Europa, dove arrivò primo sia nella classifica generale, sia in quella di supergigante. L'anno seguente ripeté l'impresa, diventando così il primo sciatore a vincere due volte di fila il trofeo.
In Coppa del Mondo ottenne il suo miglior risultato in carriera nella combinata di Kitzbühel del 16 gennaio 1994, quando chiuse al 6º posto; nella stessa stagione partecipò ai suoi unici Giochi olimpici invernali, Lillehammer 1994, classificandosi 17º nella combinata. Nel 1994-1995 in Coppa Europa vinse la classifica di slalom gigante. Continuò a gareggiare fino alla stagione 1996-1997, durante la quale disputò la sua ultima gara in Coppa del Mondo, il supergigante di Garmisch-Partenkirchen del 21 febbraio (49º); la sua ultima gara in carriera fu lo slalom speciale dei Campionati svizzeri 1997, il 26 marzo a Zinal, che non completò. Non prese parte a rassegne iridate.

## Palmarès

### Coppa del Mondo
- Miglior piazzamento in classifica generale: 60º nel 1994

### Coppa Europa
- Vincitore della Coppa Europa nel 1992 e nel 1993
- Vincitore della classifica di supergigante nel 1992
- Vincitore della classifica di slalom gigante nel 1995
- 3 podi (dati dalla stagione 1994-1995):
  - 1 vittoria
  - 2 secondi posti

#### Coppa Europa - vittorie
| Data            | Località | Paese   | Specialità |
| --------------- | -------- | ------- | ---------- |
| 8 febbraio 1995 | Les Arcs | Francia | GS         |

Legenda:

GS = slalom gigante